# Putukrejo (Gondanglegi)
Putukrejo is een bestuurslaag in het regentschap Malang van de provincie Oost-Java, Indonesië. Putukrejo telt 3835 inwoners (volkstelling 2010).